# 無線方位信号所

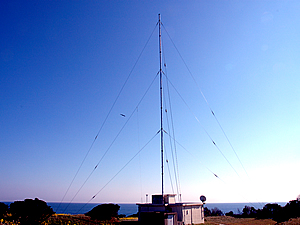
大王埼方位信号所（デファレンシャルGPS局も兼ねる）

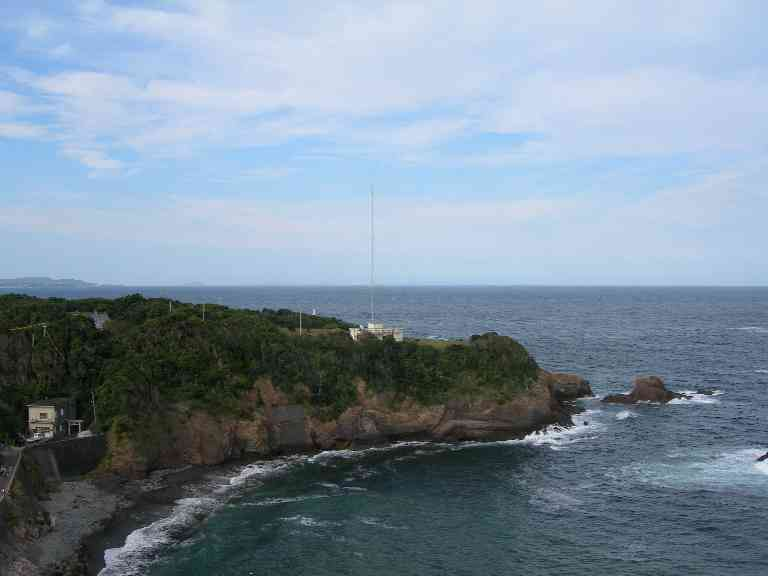
遠景

無線方位信号所（むせんほういしんごうしょ）は、航路標識のうち電波を利用して位置を知らせる電波標識局の一種。海上保安庁交通部が運用する。電波灯台とも呼ばれている。
多くは灯台に併設されており、特定の無線電波を発して付近の船舶に方位や位置を伝え、その航行を補助する。海上にある船舶等は、ある灯台からの当該無線電波と他の灯台からの無線電波の二つを、無線方向探知機で測定することによって自船の位置を特定する事が出来た。
使用する周波数帯により、中波無線標識（中距離・近距離用）を用いる中波標識局とマイクロ波無線標識（近距離用）であるレーマークビーコンまたはレーダービーコンを用いるマイクロ波標識局とに分かれる。中波標識局とマイクロ波標識局の両方を備える信号所も存在する。

## 形式

### 中波無線標識
常時又は定時に電波を発し、船舶が搭載する方向探知機により方位を測定する。有効範囲は200km。

### レーマークビーコン
通称、レーマーク。船舶のレーダーが送信局と対面したとき、レーダー映像上に送信局の方向へ破線を示す。有効範囲は37km。日本ではGPS測定機器の普及により、平成21年度までに全廃された。

### レーダービーコン
船舶のレーダーが発する電波に呼応して電波を発し、送信局の位置を知らせる。有効範囲は9kmないし17km。